# ヘンリー・ムーア (小惑星)
ヘンリー・ムーア (9016 Henrymoore) は小惑星帯の小惑星である。シューメーカー夫妻がパロマー天文台で発見した。
米国地質調査 (U.S. Geological Survey) の地質学者で、月面着陸地の選定など宇宙開発に貢献したヘンリー・J・ムーア（Henry J. Moore、1928年 - 1998年）から命名された。